# ASB Classic 2023
Auckland Open 2023 (được tài trợ bởi ASB Bank) là một giải quần vợt nam và nữ chuyên nghiệp thi đấu trên mặt sân cứng ngoài trời tại ASB Tennis Centre ở Auckland. Đây là lần thứ 36 (nữ) và lần thứ 45 (nam) giải đấu được tổ chức. Giải đấu là một phần của WTA 250 trong WTA Tour 2023 và ATP 250 trong ATP Tour 2023. Giải đấu nữ diễn ra từ ngày 2 đến ngày 8 tháng 1 và giải đấu nam diễn ra từ ngày 9 đến ngày 14 tháng 1. Giải đấu được tổ chức trở lại kể từ năm 2020, sau khi giải đấu năm 2021 và 2022 bị hủy do đại dịch COVID-19.

## Điểm và tiền thưởng

### Phân phối điểm
| Sự kiện | VĐ  | CK  | BK  | TK | Vòng 1/16 | Vòng 1/32 | Q  | Q3 | Q2 | Q1 |
| Đơn nam | 250 | 150 | 90  | 45 | 20        | 0         | 12 | 6  | 0  | —  |
| Đôi nam | 250 | 150 | 90  | 45 | 0         | —         | —  | —  | —  | —  |
| Đơn nữ  | 280 | 180 | 110 | 60 | 30        | 1         | 18 | 14 | 10 | 1  |
| Đôi nữ  | 280 | 180 | 110 | 60 | 1         | —         | —  | —  | —  | —  |

### Tiền thưởng
| Sự kiện   | VĐ      | CK      | BK      | TK      | Vòng 1/16 | Vòng 1/321 | Q3     | Q2     | Q1   |
| Đơn nam   | $89,435 | $47,105 | $25,515 | $14,535 | $8,565    | $5,075     | $2,285 | $1,145 | —    |
| Đôi nam * | $27,170 | $14,280 | $7,740  | $4,430  | $2,590    | —          | —      | —      | —    |
| Đơn nữ    | $43,000 | $21,400 | $11,300 | $5,900  | $3,310    | $1,925     | $1,005 | $730   | $530 |
| Đôi nữ *  | $12,300 | $6,400  | $3,435  | $1,820  | $960      | —          | —      | —      | —    |

1 Tiền thưởng vượt qua vòng loại cũng là tiền thưởng vòng 1/32

* mỗi đội

## Nội dung đơn ATP

### Hạt giống
| Quốc gia | Tay vợt             | Xếp hạng1 | Hạt giống |
| -------- | ------------------- | --------- | --------- |
| NOR      | Casper Ruud         | 3         | 1         |
| GBR      | Cameron Norrie      | 14        | 2         |
| ARG      | Diego Schwartzman   | 25        | 3         |
| ARG      | Francisco Cerúndolo | 30        | 4         |
| KAZ      | Alexander Bublik    | 37        | 5         |
| USA      | John Isner          | 41        | 6         |
| ARG      | Sebastián Báez      | 43        | 7         |
| FRA      | Adrian Mannarino    | 46        | 8         |

- 1 Bảng xếp hạng vào ngày 2 tháng 1 năm 2023.

### Vận động viên khác
Đặc cách:
- Ugo Humbert
- Kiranpal Pannu
- Ben Shelton

Vượt qua vòng loại:
- Grégoire Barrère
- Christopher Eubanks
- Jiří Lehečka
- Thiago Monteiro

Thua cuộc may mắn:
- Federico Coria
- João Sousa

### Rút lui
- Francisco Cerúndolo → thay thế bởi  João Sousa
- Pedro Martínez → thay thế bởi  Federico Coria
- Holger Rune → thay thế bởi  J. J. Wolf

## Nội dung đôi ATP

### Hạt giống
| Quốc gia | Tay vợt           | Quốc gia | Tay vợt          | Xếp hạng1 | Hạt giống |
| -------- | ----------------- | -------- | ---------------- | --------- | --------- |
| CRO      | Nikola Mektić     | CRO      | Mate Pavić       | 13        | 1         |
| ESP      | Marcel Granollers | ARG      | Horacio Zeballos | 31        | 2         |
| ITA      | Simone Bolelli    | ITA      | Fabio Fognini    | 44        | 3         |
| GBR      | Jamie Murray      | NZL      | Michael Venus    | 52        | 4         |

- 1 Bảng xếp hạng vào ngày 2 tháng 1 năm 2023.

### Vận động viên khác
Đặc cách:
- Alex Lawson /  Artem Sitak
- Ajeet Rai /  Finn Reynolds

Thay thế:
- Sebastián Báez /  Luis David Martínez

### Rút lui
Trước giải đấu
- Pedro Martínez /  Jaume Munar → thay thế bởi  Sebastián Báez /  Luis David Martínez

Trong giải đấu
- Pedro Cachín /  Francisco Cerúndolo
- Rajeev Ram /  Joe Salisbury

## Nội dung đơn WTA

### Hạt giống
| Quốc gia | Tay vợt          | Xếp hạng1 | Hạt giống |
| -------- | ---------------- | --------- | --------- |
| USA      | Coco Gauff       | 7         | 1         |
| USA      | Sloane Stephens  | 37        | 2         |
| CAN      | Leylah Fernandez | 40        | 3         |
| USA      | Bernarda Pera    | 44        | 4         |
| CHN      | Wang Xiyu        | 50        | 5         |
| USA      | Madison Brengle  | 57        | 6         |
| MNE      | Danka Kovinić    | 60        | 7         |
| CAN      | Rebecca Marino   | 63        | 8         |

- 1 Bảng xếp hạng vào ngày 26 tháng 12 năm 2022.

### Vận động viên khác
Đặc cách:
- Brenda Fruhvirtová
- Sofia Kenin
- Erin Routliffe
- Venus Williams

Bảo toàn thứ hạng:
- Karolína Muchová

Vượt qua vòng loại:
- Ysaline Bonaventure
- Nao Hibino
- Viktória Kužmová
- Rebeka Masarova
- Elena-Gabriela Ruse
- Katie Volynets

### Bỏ cuộc
- Emma Raducanu (twisted ankle)
- Wang Xiyu (sickness)

## Nội dung đôi WTA

### Hạt giống
| Quốc gia | Tay vợt           | Quốc gia | Tay vợt         | Xếp hạng1 | Hạt giống |
| -------- | ----------------- | -------- | --------------- | --------- | --------- |
| USA      | Caroline Dolehide | NZL      | Erin Routliffe  | 63        | 1         |
| JPN      | Eri Hozumi        | SLO      | Tamara Zidanšek | 84        | 2         |
| JPN      | Miyu Kato         | INA      | Aldila Sutjiadi | 96        | 3         |
| USA      | Sophie Chang      | USA      | Angela Kulikov  | 121       | 4         |

- 1 Bảng xếp hạng vào ngày 26 tháng 12 năm 2022.

### Vận động viên khác
Đặc cách:
- Leylah Fernandez /  Bethanie Mattek-Sands
- Paige Hourigan /  Sachia Vickery

Thay thế:
- Elisabetta Cocciaretto /  Wang Xinyu

### Rút lui
Trước giải đấu
- Monique Adamczak /  Rosalie van der Hoek → thay thế bởi  Monique Adamczak /  Alexandra Osborne
- Wang Xiyu /  Zhu Lin → thay thế bởi  Elisabetta Cocciaretto /  Wang Xinyu

Trong giải đấu
- Elisabetta Cocciaretto /  Wang Xinyu

## Nhà vô địch

### Đơn nam
- Richard Gasquet đánh bại  Cameron Norrie, 4–6, 6–4, 6–4

### Đơn nữ
- Coco Gauff đánh bại  Rebeka Masarova 6–1, 6–1

### Đôi nam
- Nikola Mektić /  Mate Pavić đánh bại  Nathaniel Lammons /  Jackson Withrow,  6–4, 6–7(5–7), [10–6]

### Đôi nữ
- Miyu Kato /  Aldila Sutjiadi đánh bại  Leylah Fernandez /  Bethanie Mattek-Sands 1–6, 7–5, [10–4]